# 山下祐樹
山下 祐樹（やました ゆうき、1981年7月15日 - ）は、日本のミュージシャン。福岡県北九州市出身。
2005年、TVサントラ『Slow Dance Original Sound Track』に収録されている「Dance The Youth Away」でデビュー。

## 経歴
2003年、インディーズデビュー。同年、福岡中洲のライブイベントで注目を集める。2004年、地元FM局のインディーズ優秀賞を獲得する。その後、福岡のインディーズでは若き教祖的存在として有望視されるようになった。2005年秋、プロデューサーSJRとして活動していた井上慎二郎とのユニット、ラムジ (Lambsey) に参加し、音楽活動を多様化させた。「表現力豊かな“切ない系”ヴォーカルとクオリティの高いフォーク・ロック・サウンドが魅力」として音楽系メディアを中心に注目を集めている。

## 活動
活動の場は主に渋谷、原宿のライブスタジオである。自身が多くのイベントに参加するなど、幅広いPR活動も行われている。今後はラムジを中心に活動を行っていく予定である。

## 関連
2005年度以降、J-WAVEやNACK5を始め地方FM局のパワープレイナンバーに選ばれるなど認知度を高めている。台湾や中国の文壇、日本の同人誌界において、同名の著述家がいるが、別人である（中国語のサイトを参照）。